# Order Panien Kanoniczek

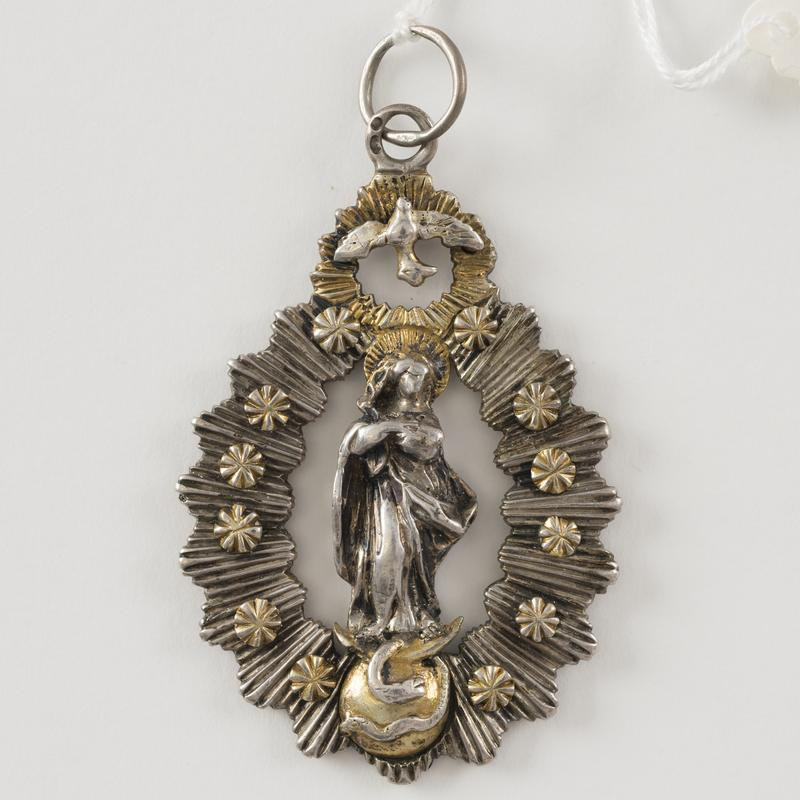
Order Kanoniczek Warszawskich

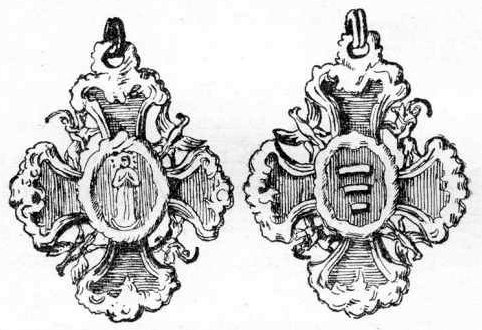
Krzyż honorowy kanoniczek warszawskich – ilustracja z Encyklopedii staropolskiej Zygmunta Glogera

Order Panien Kanoniczek Kapituły Marywilskiej (daw. Order kanoniczek warszawskich) – jedna z polskich odznak kościelnych, nadawana przez warszawskie zgromadzenie kanoniczek świeckich w XVIII i XIX wieku.

## Historia
Antonina Zamoyska, wdowa po Tomaszu Józefie Zamoyskim, była za czasów Augusta III założycielką Zakonu Kanoniczek Świeckich w Warszawie i ich odznaki.

## Opis oznaki
Był to złoty krzyż zawieszony u boku na kokardzie wstęgi pąsowej przeciągniętej przez ramię. Na awersie krzyża umieszczona był w środku na niebieskiej emalii wizerunek Najświętszej Marii Panny, stojącej na półksiężycu, a na rewersie herb Zahorowskich – Korczak, czyli trzy rzeki.

## Odznaczone
- Urszula z Morsztynów Dembińska, żona Franciszka Dembińskiego[3].